# Tantraloka
Tantrāloka est un texte sanskrit composé au Xe ou XIe siècle par Abhinavagupta. Ce texte traite du kulayāga, un ensemble de méthodes initiatiques tantriques. C'est dans ce texte qu'apparaît pour la première fois ainsi que dans certaines Upaniṣad tardives le terme Kuṇḍalinī.